# Maria da Saxónia, Duquesa da Pomerânia
Maria da Saxónia (15 de dezembro de 1515, Weimar – 7 de janeiro de 1583, Wolgast) foi um membro da linha ernestina da Casa de Wettin e uma princesa da Saxónia por nascimento. Por casamento, tornou-se duquesa da Pomerânia.

## Vida

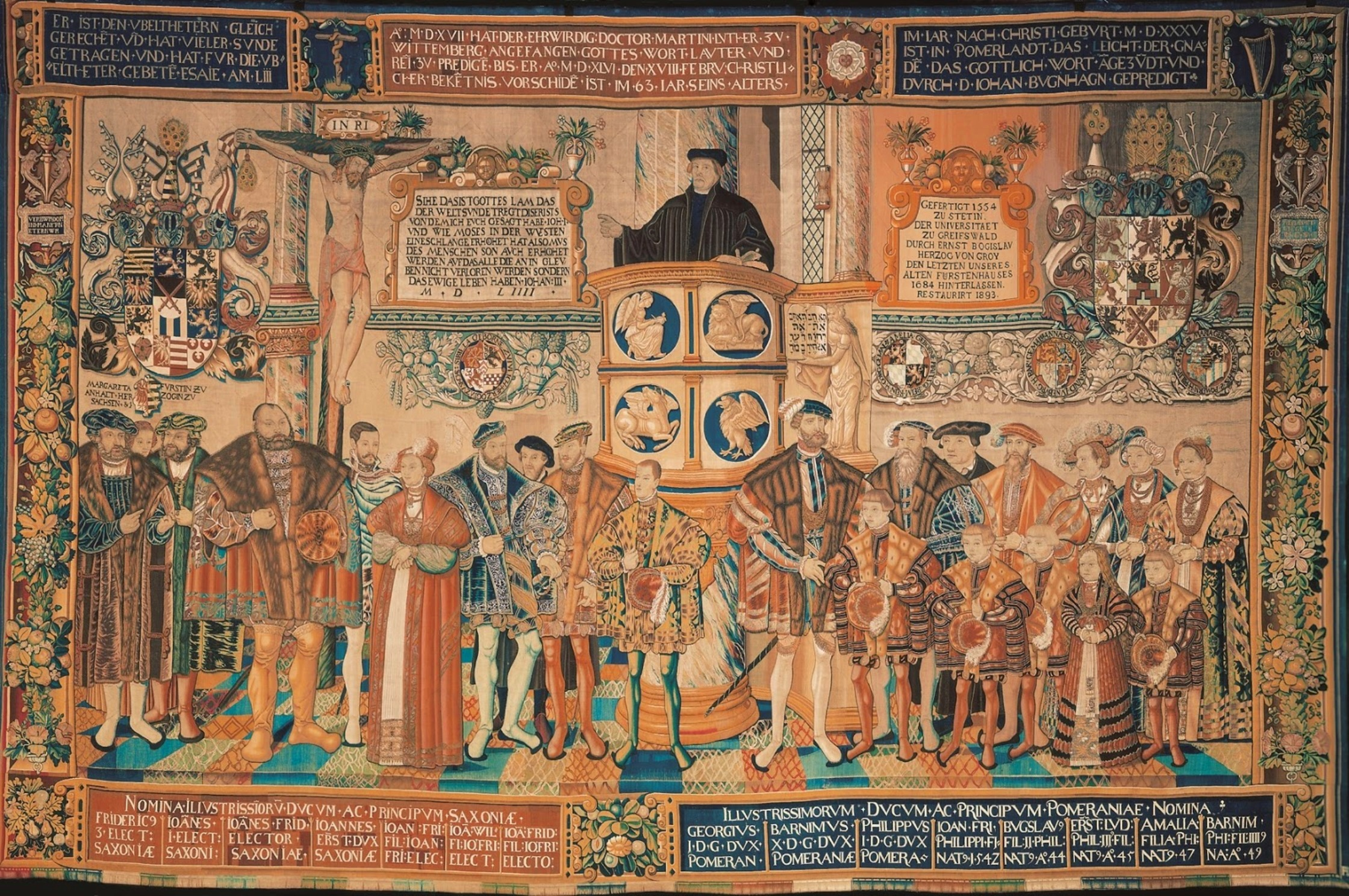
A Tapeçaria de Croy.

Maria era a filha mais velha do príncipe-eleitor João "o Firme" da Saxónia (1468–1532) e da sua segunda esposa, a princesa Margarida de Anhalt-Köthen (1494–1521), filha de Valdemar VI, Príncipe de Anhalt-Zerbst.
Casou-se a 27 de Fevereiro de 1536 em Torgau com Filipe I, Duque da Pomerânia (1515–1560).  A cerimónia de casamento foi representada na chamada Tapeçaria de Croÿ, na qual surgem, além do casal, os reformadores Johannes Bugenhagen, Martinha Lutero e Philipp Melanchthon.  A tapeçaria foi feita na oficina de Cranach e encontra-se actualmente em exposição no Museu Estatal da Pomerânia em Greifswald.  Durante a cerimónia, Martinho Lutero terá deixado cair uma das alianças, tendo dito: "Ó demónios, isto não tem nada a ver convosco!.
O casamento entre Filipe e Maria teve como objectivo aliar a Pomerânia com a Saxónia, que estava a liderar a facção evangélica da Dieta Imperial. As negociações de casamento foram conduzidas pelo reformador Johannes Bugenhagen. Mais tarde, nesse mesmo ano, a Pomerânia juntou-se à Liga de Esmalcalda.
Após a morte do marido, Maria, que tinha recebido o distrito de Pudagla como parte da sua herança de viúvez, optou por continuar a viver no Castelo de Wolgast. Em 1569, o seu filho Ernesto Luís, tomou as rédeas do governo do ducado e deu-lhe o rendimento obtido das terras do antigo mosteiro de Pudagla de modo a dar-lhe um sustento independente. Em 1574, construiu o Castelo de Pudagla com materiais do antigo mosteiro que tinha, entretanto, sido demolido.

## Descendência

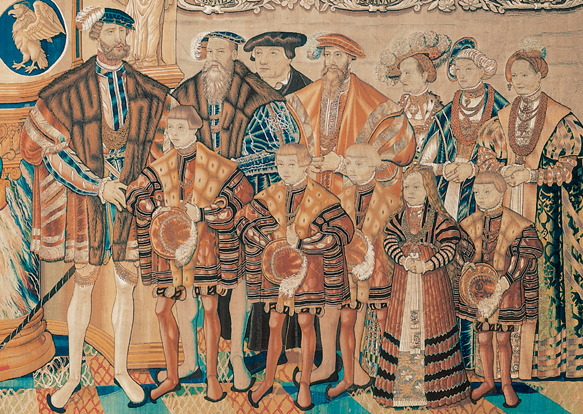
Felipe I, sua esposa Maria da Saxónia, seus filhos e toda sua família.

Do seu casamento com Filipe, Maria teve os seguintes filhos:
1. Jorge da Pomerânia-Wolgast (13 de fevereiro de 1540 - 16 de novembro de 1544), morreu aos quatro anos de idade;
2. João Frederico, Duque da Pomerânia (27 de agosto de 1542 – 9 de fevereiro de 1600), casado com a princesa Erdemunda de Brandemburgo; sem descendência;
3. Bogislaw XIII, Duque da Pomerânia (9 de agosto de 1544 – 7 de março de 1606), casado primeiro com a princesa Clara of Brunvique-Luneburgo; com descendência. Casado depois com a princesa Ana de Schleswig-Holstein-Sonderburg; sem descendência;
4. Ernesto Luís, Duque da Pomerânia (20 de novembro de 1545 - 17 de junho de 1592), casado com a princesa Sofia Edviges de Brunsvique-Volfembutel; com descendência;
5. Amália da Pomerânia-Wolgast (28 de janeiro de 1547 - 16 de setembro de 1580), morreu aos trinta-e-três anos de idade solteira e sem descendência;
6. Barnim X, Duque da Pomerânia (15 de fevereiro de 1549 - 1 de setembro de 1603), casado com a princesa Ana Maria de Brandemburgo; sem descendência;
7. Érico da Pomerânia (22 de agosto de 1551 - 13 de dezembro de 1551), morreu com quase quatro meses de idade;
8. Margarida da Pomerânia-Wolgast (19 de março de 1553 - 7 de setembro de 1581), casada com Francisco II, Duque de Saxe-Lauenburgo; com descendência;
9. Ana da Pomerânia-Wolgast (18 de setembro de 1554 - 10 de setembro de 1626), casada com Ulrico, Duque de Mecklemburgo; sem descendência;
10. Casimiro VI, Duque da Pomerânia (22 de março de 1557 - 10 de maio de 1605), bispo de Cammin. Nunca se casou nem deixou descendentes.

## Genealogia
| Maria da Saxónia | Pai: João, Eleitor da Saxónia   | Avô paterno: Ernesto, Eleitor da Saxónia            | Bisavô paterno: Frederico II, Eleitor da Saxônia                |
| Maria da Saxónia | Pai: João, Eleitor da Saxónia   | Avô paterno: Ernesto, Eleitor da Saxónia            | Bisavó paterna: Margarida da Áustria, Eleitora da Saxónia       |
| Maria da Saxónia | Pai: João, Eleitor da Saxónia   | Avó paterna: Isabel da Baviera, Eleitora da Saxónia | Bisavô paterno: Alberto III, Duque da Baviera                   |
| Maria da Saxónia | Pai: João, Eleitor da Saxónia   | Avó paterna: Isabel da Baviera, Eleitora da Saxónia | Bisavó paterna: Ana de Brunsvique-Grubenhagen-Einbeck           |
| Maria da Saxónia | Mãe: Margarida de Anhalt-Köthen | Avô materno: Valdemar VI, Príncipe de Anhalt-Köthen | Bisavô materno: Jorge I, Príncipe de Anhalt-Dessau              |
| Maria da Saxónia | Mãe: Margarida de Anhalt-Köthen | Avô materno: Valdemar VI, Príncipe de Anhalt-Köthen | Bisavó materna: Sofia de Hohnstein                              |
| Maria da Saxónia | Mãe: Margarida de Anhalt-Köthen | Avó materna: Margarida de Schwarzburg-Blankenburg   | Bisavô materno: Günther XXXVI, Conde de Schwarzburg-Blankenburg |
| Maria da Saxónia | Mãe: Margarida de Anhalt-Köthen | Avó materna: Margarida de Schwarzburg-Blankenburg   | Bisavó materna: Catarina de Querfurt                            |